# Cecelnîk
Cecelnîk (în ucraineană Чечельник) este așezarea de tip urban de reședință a raionului Cecelnîk din regiunea Vinnița, Ucraina. În afara localității principale, nu cuprinde și alte sate.

## Demografie
Componența lingvistică a așezării de tip urban Cecelnîk
     Ucraineană (98,3%)
     Rusă (1,29%)
     Alte limbi (0,26%)
Conform recensământului din 2001, majoritatea populației așezării de tip urban Cecelnîk era vorbitoare de ucraineană (98,3%), existând în minoritate și vorbitori de rusă (1,29%).